# Justin-Benjamin Chabaud
Pour les articles homonymes, voir Chabaud.
Justin-Benjamin Chabaud, aussi appelé Justin-Baptistin Chabaud, né Jean Baptiste Justin Chabaud le 9 avril 1833 à Toulon et mort le 17 juillet 1915 dans la même ville, est un botaniste français.

## Biographie
Jean Baptiste Justin Chabaud naît en 1833 à Toulon.
Botaniste de la Marine, fondateur (1868) et vice-président de la Société d'agriculture, d'horticulture et d'acclimatation de Toulon, il devient directeur du jardin botanique de Saint-Mandrier et officie comme chargé des cours de botanique pratique à l'École de médecine navale.
Il décrit et donne son nom définitif au Yucca filifera en 1876, à partir de la floraison du spécimen du plantier de Costebelle de Hyères. Il décrit également le Phoenix canariensis en 1882. Il est l'un des principaux animateurs de l'acclimatation sur la Côte d'Azur au XIXe siècle.
Jean Baptiste Justin Chabaud meurt en 1915 à Toulon, à l'âge de 82 ans.

## Principaux ouvrages
- L'Hiver de 1870-71 au Jardin botanique à Saint-Mandrier, Toulon, 1871
- Végétaux exotiques cultivés en plein air dans la région des orangers (France), Toulon, 1871
- Les Jardins de la Côte d'Azur, 1910
- Les Palmiers de la Côte d'Azur : distribution géographique, culture, description des genres et espèces, Paris, Librairie agricole de la Maison rustique, 1915
- Cycadées de la Côte d'Azur, (posthume)
- Très nombreuses communications dans des journaux scientifiques